# Christian Hansen Møller
 Der er flere personer med dette navn, se Christian Møller.
Christian Hansen Møller (født 24. februar 1804 i Rødekro, død 18. august 1888 på Jørgensgård ved Aabenraa) var en slesvigsk stænderdeputeret.
Hans forældre var gæstgiver Jens Christian Møller (1766 – 26. februar 1812) og Elisabeth Hinrichsen (10. december 1767 – 18. januar 1844). Møller fik en tysk opdragelse. Efter faderen arvede han Røde-Kro og en gård i Brunde, men solgte 1844 begge dele og købte en anden gård i Brunde, samlede ved magelæg sine splittede jorder og byggede sig gården Skovgård, på hvilken han drev et mønsterlandbrug. 1852 valgtes han til stænderdeputeret for 4. slesvigske landvalgdistrikt og mødte 1853 i Flensborg, hvor han stod ene som dansk mindretal i forfatningsudvalget, der skulle behandle regeringens udkast til Slesvigs særforfatning og sprogordning. Han blev ignoreret i udvalget, sad ikke i underudvalgene, hvorfor han udarbejdede en minoritetsbetænkning, der med enkelte ændringer sluttede sig til regeringens udkast. Møller modsatte sig flertallets forslag om at skille sprogordningen fra forfatningen, ligesom han ivrigt gik i brechen for regeringsforordningerne om jagtfrihed og oprettelse af en appellationsret for Slesvig
1854 valgtes han til stændersuppleant, 1860 atter til deputeret og mødte i den korte samling 1863. Han udnævntes 1862 til kammerråd og var medlem af Aabenraa Herredsråd. 1865, dvs. efter den 2. Slesvigske Krig, henvendte slesvigholsteneren Andreas Hansen-Grumby sig til Møller om støtte i en aktion mod Preussen, men denne afslog opfordringen.
1876 solgte han Skovgård og købte Jørgensgård ved Aabenraa, hvor han døde ugift 18. august 1888, efterladende betydelige legater til trængende i Rise Sogn.
Han er begravet på Rise Kirkegård.
Der findes et litografi fra 1856 af I.W. Tegner & Kittendorff.